# Distopyrenis submuriformis
Distopyrenis submuriformis är en lavart som beskrevs av R. C. Harris. Distopyrenis submuriformis ingår i släktet Distopyrenis och familjen Pyrenulaceae.   Inga underarter finns listade i Catalogue of Life.